# Jože Balažic
Jože Balažic (uradno Jožef Balažic), slovenski zdravnik, specialist sodne medicine, * 20. februar 1954, Renkovci.

## Življenjepis

### Izobrazba
Balažic je bil rojen leta 1954 v kmečko-delavski katoliški družini v prekmurskih Renkovcih. Po končani osnovni šoli je nadaljeval šolanje na Gimnaziji Miloš Zidanšek (današnja II. Gimnazija Maribor) in se zatem vpisal na študij medicine na ljubljanski medicinski fakulteti. Po diplomi se je najprej zaposlil kot zdravnik pripravnik v Zdravstvenem domu Ljubljana, februarja 1984 pa je pod mentorstvom akademika Janeza Milčinskega začel opravljati specializacijo iz sodne medicine. Leta 1985 je bil izvoljen v naziv asistenta za predmeta Sodna medicina in Medicinska deontologija.

### Akademsko in znanstveno-raziskovalno delo
Leta 1988 je opravil specialistični izpit, nakar se je posvetil znanstveno-raziskovalnemu delu na področju ugotavljanja časa nastopa smrti. Štiri leta kasneje je uspešno opravil zagovor doktorske disertacije z naslovom Postmortalne spremembe elektrolitov očesne tekočine in čas nastopa smrti. Strokovno se je izpopolnjeval na Univerzi v Münstru v Nemčiji. Na področju znanstveno-raziskovalnega dela se ukvarja z modeliranjem človeškega telesa v medicini in tehniki. Na strokovnem področju se ukvarja predvsem s preiskavami na področju DNA.
Leta 1995 je bil izvoljen v naziv docenta, leta 2001 v naziv izrednega profesorja in leta 2006 v naziv rednega profesorja za predmeta Sodna medicina in Medicinska deontologija. V obdobju 2001-2005 je opravljal funkcijo prodekana za področje medicine na Medicinski fakulteti Univerze v Ljubljani. V letih 1999-2019 je bil predstojnik Inštituta za sodno medicino. Od leta 2019 opravlja funkcijo predstojnika Katedre za sodno medicino in deontologijo Medicinske fakultete Univerze v Ljubljani. Enako funkcijo od leta 2012 opravlja tudi na Medicinski fakulteti Univerze v Mariboru. Je nosilec predmeta Sodna medicina na dodiplomskem študiju prava Pravne fakultete Univerze v Ljubljani in predmeta Prometna kriminalistika na podiplomskem študiju na Fakulteti za strojništvo in Fakulteti za pomorstvo in promet Univerze v Ljubljani.

### Druge funkcije
V letih 1992-2017 je bil tožilec pri Zdravniški zbornici Slovenije. Od leta 2017 je član njenega prvostopenjskega razsodišča. Od leta 1998 vodi Komisijo za fakultetna izvedenska mnenja. Že dlje časa aktivno sodeluje pri izvajanju zakona o prikritih grobiščih in pokopu žrtev. Je predsednik Društva slovenskih katoliških izobražencev in komisije za medicinsko etiko pri Zdravniški zbornici. Je tudi član Komisije za medicinsko etiko Republike Slovenije, član Pomurske akademije in član uredniškega odbora sodnomedicinske revije Rechtsmedizin pri nemški založbi Springer. Leta 2015 je postal častni občan Občine Turnišče. V letu 2017 se je omenjal kot eden izmed možnih kandidatov za predsednika Zdravniške zbornice Slovenije.

## Nazori in osebna prepričanja
Balažic je po svojem svetovnonazorskem prepričanju katoličan, kar je večkrat tudi javno izpostavil. V svojem poklicnem delu stremi k uveljavljanju krščanskih vrednot v medicinski etiki. Slednje razume kot temelj etičnih načel v širši slovenski kulturi. Je zagovornik pravice do ugovora vesti, ki jo vidi kot zdravnikov instrument, da svoje delo opravlja v skladu z lastnimi nazori in etičnim čutom.
Leta 2012 se je aktivno vključil v kampanjo pred Referendumom o Družinskem zakoniku, kjer je predstavil problematiko nove ureditve razmerij med spoloma in neupoštevanja za otroka pomembnih bioloških, antropoloških ter psiholoških spoznanj. V času kampanje je javno podpiral opcijo proti. Enako stališče je predstavil tudi pred Referendumom o Zakonu o spremembah in dopolnitvah Zakona o zakonski zvezi in družinskih razmerjih leta 2015.
Leta 2017 je izrekel javno podporo takratni predsedniški kandidatki Nove Slovenije Ljudmili Novak.